# Gutshaus Groß Jehser

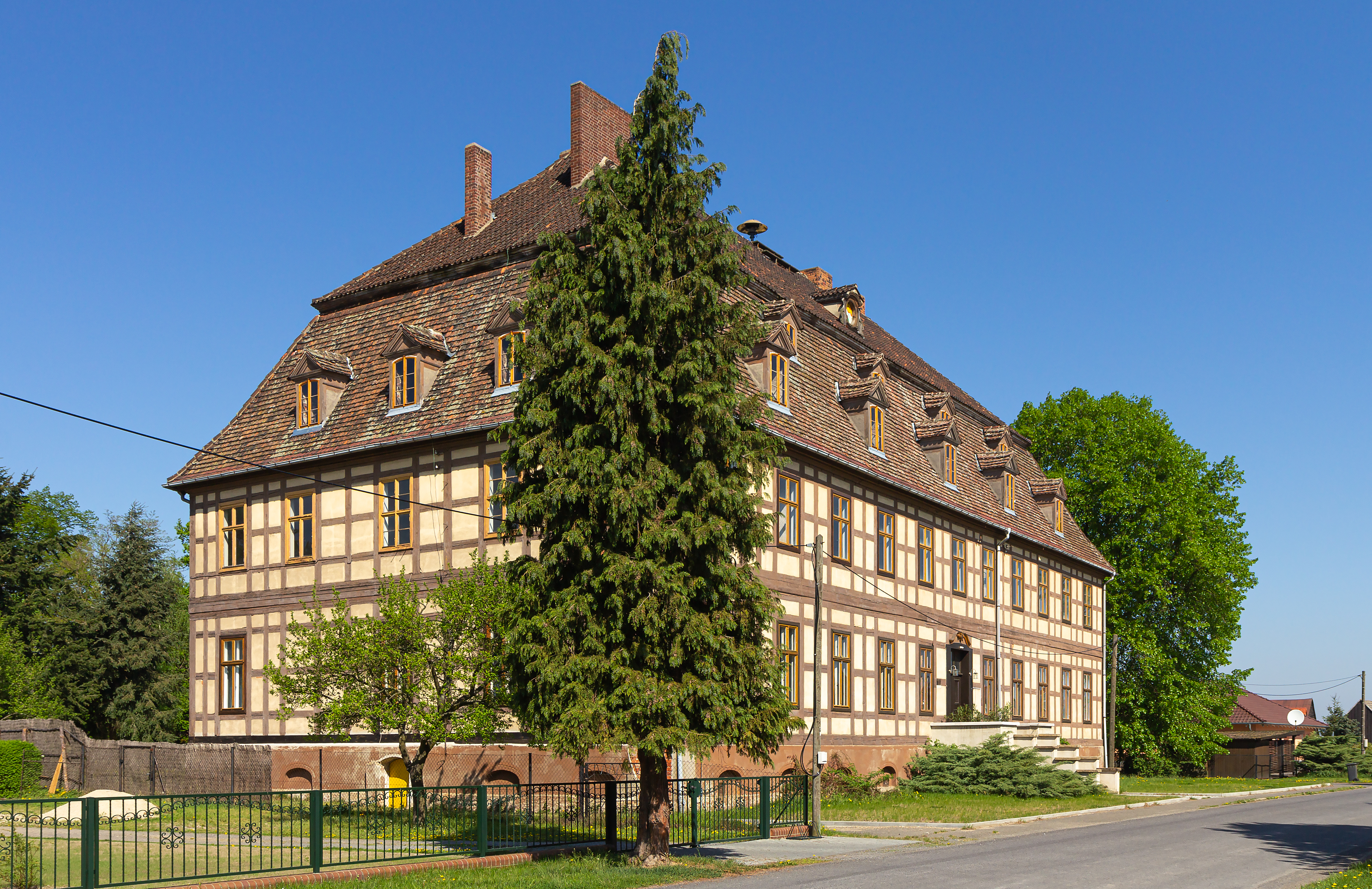
Gutshaus Groß Jehser (2012)

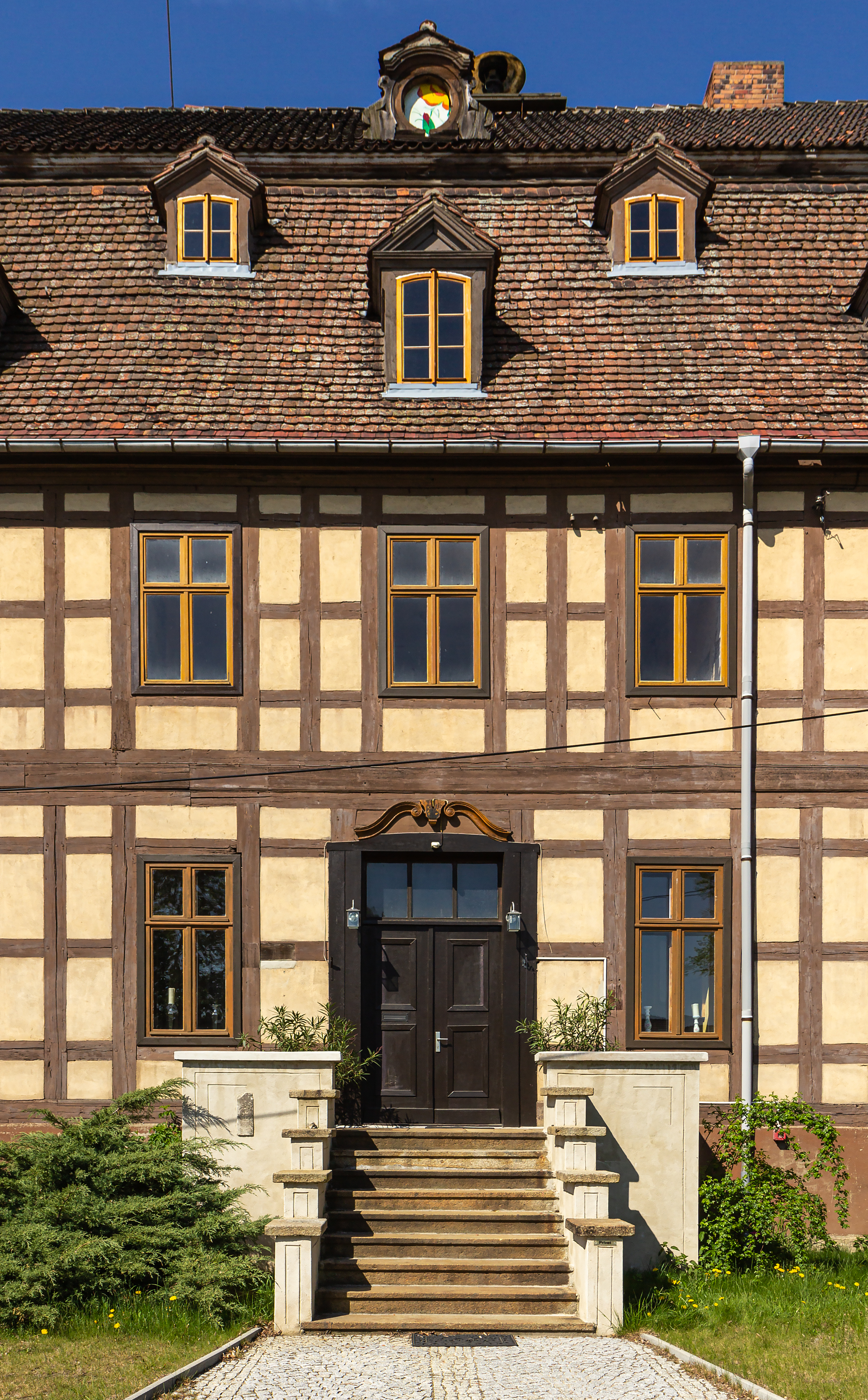
Eingangsbereich (2012)

Das Herrenhaus, Schloss Groß Jehser ist  im Ortsteil Groß Jehser der Stadt Calau im Landkreis Oberspreewald-Lausitz in Brandenburg gelegen. Das Gebäude ist ein eingetragenes Baudenkmal in der Denkmalliste des Landes Brandenburg.

## Geschichte und Architektur
Im 15. Jahrhundert war das "Rittergut Groß Jehser, Nieder-Lausitz" noch im Besitz deren von Buxdorf (Nickel und Jorge von Buxdorf) (3)  
Das Gut Groß Jehser gehörte ab 1541 ins 18. Jahrhundert der Familie von Minckwitz und wurde von Johanne Wilhelmine Auguste v. Berge, geb. v. Minckwitz am 09..12.1784 verkauft an ihrem Schwiegersohn, dem Oberamtsregierungspräsident August Wilhelm von Trosky für 18.000 Thaler. Dieser ließ zwischen 1793 und 1794 ein Gutshaus südöstlich der Dorfkirche Groß Jehser errichten. 1794  kam das Gut durch Heirat seiner Nichte Maria Anna Juliane Eleonore von Trosky (1783–1811) in den Besitz des Carl Friedrich von Lüdicke (1783–1812) der dafür 48.000 Thaler. bezahlte. Anderen Quellen zufolge war bereits dessen 1804 zu Wien und 1805 für Sachsen nobilitierter Vater Joachim Friedrich von Lüdicke (1745–1812), zeitweise auch von Lüdecke genannt, Eigentümer der Begüterung. Die Familie von Lüdicke hinterließ drei Töchter, die alle in Groß Jehser geboren wurden und adlig heirateten. Jeanette ehelichte Wilhelm von Stuckrad (1804–1850), Antonie den späteren Generalmajor Otto von Stuckrad und Marianne den Grafen Heinrich von Brühl (1802–1864). Die Hochzeiten fanden nicht mehr auf Groß Jehser statt.
Ab etwa 1840 übernahm die Familie von Patow, denen auch das westlich gelegene Gut Mallenchen gehörte, das Gut Groß Jehser. Um die Jahrhundertwende erwirbt Jean Francois Vité Groß Jehser mit Erpitz und Schadewitz. !932 wurde Groß Jehser an den Forster Tuchfabrikanten Adolf Noack verkauft, Schadewitz und Erpitz an den Rechtsanwalt von Jena.  Die Familie Noack wurde 1945 im Rahmen der Bodenreform in der Sowjetischen Besatzungszone enteignet.3 
Das Gutshaus wurde zu einem Wohngebäude umgebaut für ca. 11 Familien und diente zudem als Sitz der Gemeindeverwaltung. 1967 erfolgte eine Sanierung des Herrenhauses. Im August 2009 wurde das Gebäude von dem Regisseur Siegfried Kühn und seine Gattin Irma Kühn-Grefte gekauft.
Das Herrenhaus/Schloss Groß Jehser ist ein großer Fachwerkbau mit neun Achsen an den Längs- und fünf Achsen an den Schmalseiten. Das Gebäude hat einen relativ hohen Souterrain aus verputztem Ziegelmauerwerk mit segmentbogigen Blendfenstern. In der Mitte der zur Straßenseite ausgerichteten Ostwand befindet sich der rechteckige Haupteingang mit einer davor liegenden Freitreppe. Das Herrenhaus ist mit einem Mansardwalmdach überzogen, darauf stehen eine Vielzahl an kleinen Dachhäusern mit Satteldächern. Auf dem Dach ist eine Motorsirene montiert.